# إيرين بارلبي
ماري إرين بارلبي (9 كانون الثاني\يناير 1868 - 12 تموز\يوليو 1965)، قائدة وناشطة وسياسية كندية.

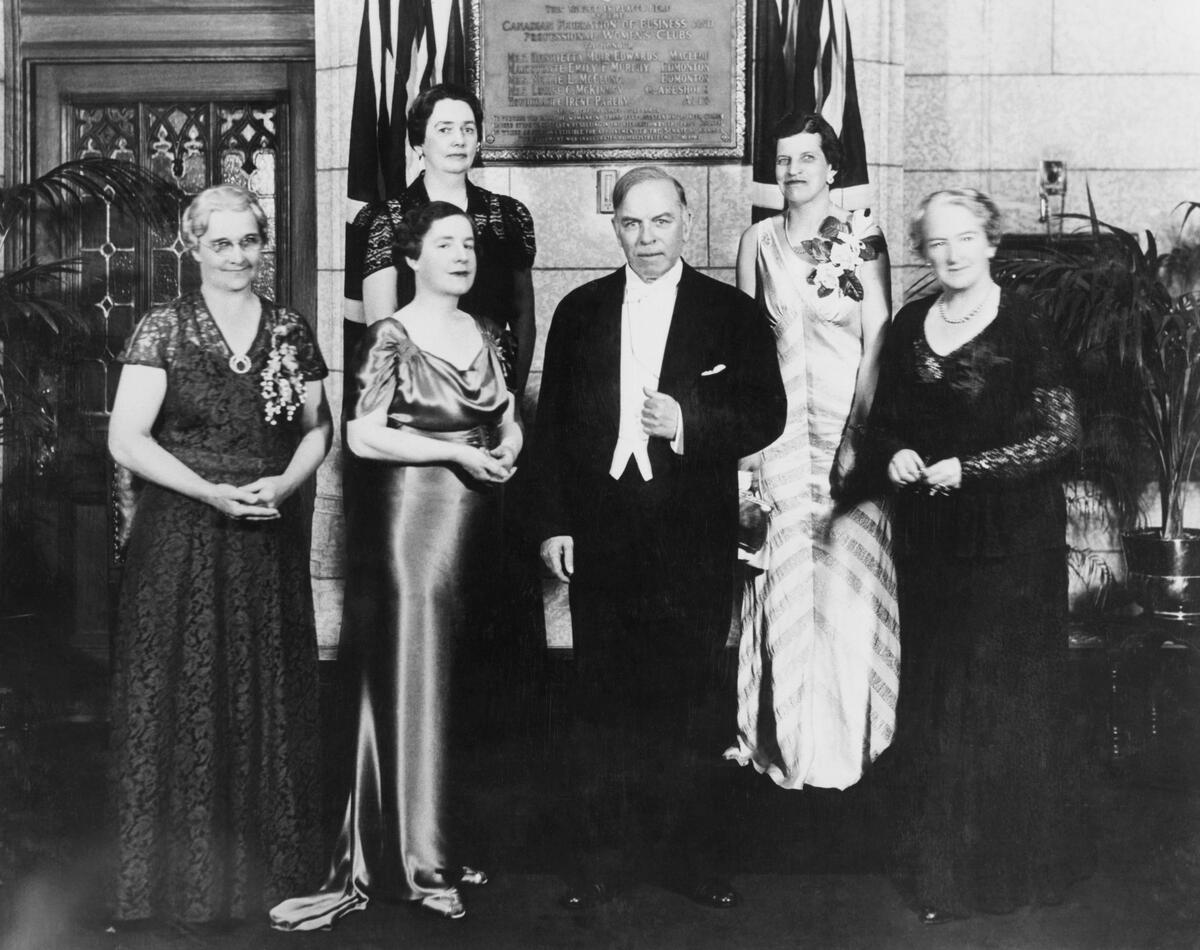
ماكنزي كينغ يكشف النقاب عن لوحة الشجعان الخمسة في قضية بيرسون

ولدت إيرين في لندن، إنجلترا، لعائلة ماريات. انتقلت إيرين إلى كندا عام 1896. عام 1913، ساعدت في إنشاء أول اتحاد محلي للمزارعات في ألبرتا. عام 1921، انتُخبت في المجلس التشريعي في ألبرتا عن مقاطعة لاكومب، واستمرت فيه لمدة 14 عاماً. ثم عُيّنت وزيرة بدون حقيبة وزارية، وهل أول وزيرة من منطقة ألبرتا.
كانت إيرين إحدى الشهيرات الخمسة أو الباسلات الخمسة، اللواتي كسبن قضية عرفت باسم «قضية الأشخاص» والتي أقرّت أن النساء «مؤهلات» بموجب دستور كندا وبالتالي يحق لهنّ الجلوس في مجلس الشيوخ الكندي. وغيرها من الباسلات الخمسة، كانت إيرين مناصرة لحركة تحسين النسل في ألبرتا، بما في ذلك قانون التعقيم الجنسي للمعاقين عقلياً..
كانت إيرين مدافعة على مدى حياتها عن النساء والأطفال الكنديين في المناطق الريفية، كانت إيرين رئيسة اتحاد المزارعات في ألبرتا منذ 1916 حتى 1919. دفعت بالاتحاد لتحسين خدمات الرعاية الصحية وتأسيس مستشفى وعيادة متنقّلة وخدمات طب الأسنان. في عام 1921، انتُخِبت إيرين للمجلس التشريعي في المقاطعة، وشغلت منصب وزير (لتكون ثاني امرأة في كندا تتقلد منصباً وزارياً في المقاطعة).
كانت إيرين لآخر من توفيت من الباسلات الخمسة.

## وصلات خارجية
- مكتبة وأرشيف كندا. الاحتفاء بإنجازات النساء: إيرين ماريات بارلبي
- في http://www.thecanadianencyclopedia.ca/en/article/mary-irene-parlby/ ماري إيرين بارلبي] الموسوعة الكندية